# Горноправдинск
Горноправдинск — посёлок в Ханты-Мансийском районе Ханты-Мансийского автономного округа — Югры. Административный центр сельского поселения Горноправдинск.

## География
Горноправдинск находится на высоком правом берегу реки Иртыш. Выше посёлка по течению реки находится посёлок Бобровский, а ниже — село Чембакчино.

### Климат
Климат умеренный, тип климата континентальный, зима суровая, с сильными ветрами и метелями, продолжающаяся семь месяцев. Лето относительно тёплое, но быстротечное.

## История
В записях путешественника и естествоиспытателя Г.Ф. Миллера, сделанных в 1740-е гг., упомянуты Филинские юрты и Филинский погост: 
Филинской погост, на восточном берегу [Иртыша]… в 10 верстах от дер. Пузиной. Имеет построенную для остяков церковь Вознесения Господня и 14 ямщицких дворов. …Филинские юрты, по-остяцки Kalkar-pugl, на западном берегу, имеет 11 домов и юрт Тарханской волости.
18 сентября 1964 года в районе деревни Горнофилинское высадился первый десант геологоразведчиков.
В 1965 году Указом Президиума ВС РСФСР населённый пункт Горнофилинское переименован в посёлок Горноправдинск.
Посёлок Горнофилинский переименовали в честь газеты Правда и назвали Горноправдинск. Через шесть лет после основания, в Горноправдинск съехались со всего Советского Союза писатели для проведения Дней советской литературы. Появился свой спортивный комплекс, Дом культуры, заработал подростковый центр.
В 1968 году на Салымском месторождении близ Горноправдинска (ок. 150 км от Верхне-Салымского месторождения), при бурении в юрских отложениях «образцовых глин» баженовской свиты на глубине 2840 метров фактическое пластовое давление превысило ожидаемое почти в два раза и произошло неконтролируемое фонтанирование скважины нефтью, в результате чего загорелась буровая. Дебит в этот момент, по визуальной оценке, достигал 700 тонн/сут. Близлежащие сверху и снизу песчаники отложений ачимовской и тюменской свит могли дать, по самым оптимистичным оценкам, максимум 20-30 тонн/сут. При бурении другой скважины в августе 1969 года, в середине баженовской свиты был получен мощный фонтан в 300—400 тонн нефти в сутки
Являлся форпостом разведки недр западной Сибири, ПНРЭ (Правдинская нефтеразведочная экспедиция), основанная Фарманом Курбан оглы Салмановым, открыла большинство месторождений по ХМАО, например такие как Салымское, Приобское, Мамонтовское, Мегионское, Правдинское, Усть-Балыкское, Сургутское, Федоровское, Уренгойское, Ямбургское и др.

## Население
| 2002 | 2010  | 2021  |
| ---- | ----- | ----- |
| 4951 | ↘4844 | ↘4542 |